# Panzerzug Sewastopolez
Der Panzerzug Sewastopolez (russisch Бронепоезд Севастополец Bronepojesd Sewastopolez) war ein Panzerzug der Weißen Armee aus der Zeit des Russischen Bürgerkrieges.

## Geschichte
Im April 1920 wurde für die Streitkräfte Südrusslands ein neuer Panzerzug aufgestellt. Dieser erhielt wenig später den Namen Sewastopolez.

## Technische Daten

### Artilleriewagen
Bis zum 3. September 1920 verfügte der Panzerzug Sewastopolez über mindestens einen Artilleriewagen. Dieser war mit je einem Feldgeschütz an den Stirnseiten ausgerüstet. Bei einem Gefecht gegen einen bolschewistischen Panzerzug wurde dieser Wagen komplett zerstört.
Am 13. September wurde der Panzerzug durch einen neuen Artilleriewagen verstärkt. Dieser verfügte über eine 7,5-cm-Kanone an der vorderen Stirnseite und einem schweren Maschinengewehr an der hinteren Stirnseite.
Am 20. September erhielt der Panzerzug einen weiteren Artilleriewagen mit einer 7,62-cm-Divisionskanone 1902, welche vom bolschewistischen Panzerzug Towarischtsch Swerdlow erbeutet wurde. Dieser war jedoch in einem so schlechten Zustand, dass er nach Aleksandrowsk gebracht und repariert werden musste. Da ein neuer Einsatz anstand, wurde er für die Reparaturen dort zurückgelassen.

## Einsatz
Am 3. September 1920 war der Panzerzug Sewastopolez nördlich des Bahnhofes von Pryschyb, 32 Kilometer nördlich des Eisenbahnknotenpunkt bei Nowobohdaniwka, im Einsatz. Dort kam es zu einem Gefecht mit einem bolschewistischen Panzerzug. Dabei wurde ein Artilleriewagen mit zwei Kanonen zerstört und musste sich zurückziehen. Am 14. September gelangte er über die reparierte Eisenbahnbrücke in der Nähe von Popowo nach Aleksandrowsk.
Am 17. September führ der Panzerzug weiter nach Norden. Dort unterstützte er einen Angriff von Einheiten der Division Drosdowskoi beim Eisenbahnknotenpunkt Synelnykowe. Noch am gleichen Abend fuhr er weiter nach Westen, zum Bahnhof von Sofijiwka. Am nächsten Tag sicherte er die Gleisreparaturen nördlich der Stadt, bei der zuvor ein gegnerischer Panzerzug entgleiste und aufgegeben wurde. Am 19. September wurde der fuhr er wieder zurück nach Synelnykowe und blieb dort bis zum Einbruch der Nacht. Am folgenden Tag fuhr der Panzerzug nach Aleksandrowsk, ließ einen erbeuteten Artilleriewagen für Reparaturen vor Ort stehen und fuhr wieder zum Bahnhof von Sofijiwka und unterstützte die Sicherung der Umgebung. Am 30. September stand der Panzerzug mehrere Tage lang mit den Einheiten der Division Drosdowskoi im Bereich Slawhorod.
In der Nacht zum 7. Oktober verließen der Panzerzug Sewastopolez, der Panzerzug Wolk und der Panzerzug Jedinaja Rossija auf Befehl des Kommandeurs der 1. Panzerzugdivision Novohupalivka (Lage) und griffen das von gegnerischen Truppen eroberte Synelnykowe an. Dabei erreichten sie einen Abschnitt, bei dem die Gleise entfernt waren und die Panzerzüge anhalten mussten. Umgehend begannen die Pioniere mit den Reparaturen, welche jedoch umfangreicher waren als gedacht. Aufgrund dessen befahl der Divisionskommandeur den Rückzug nach Novohupalivka.
Um 23 Uhr des gleichen Tages rückten die Panzerzüge erneut ab. Als erster der Panzerzug Sewastopolez, gefolgt vom Panzerzug Wolk, einem Hilfszug und dem Panzerzug Jedinaja Rossija. Ein Artilleriewagen des Panzerzug Wolk sollte die Nachhut zwischen Novohupalivka und Ivkivka (Lage) sichern. Um 5 Uhr morgens am 8. September waren die Reparaturen an den Gleisen abgeschlossen und die Panzerzüge rückten in Ivkivka ein. Die bolschewistischen Truppen rechneten nicht mit solch einem Angriff und bemerkten den Panzerzug Sewastopolez erst, als dieser bereits im südlichen Teil des Bahnhofes stand. Noch bevor die Truppen nach Unterstützung rufen konnten, wurde der diensthabende Funker festgenommen. Infolgedessen zogen sich die bolschewistischen Truppen ohne Kampfhandlungen zurück. Gegen 9 Uhr näherte sich ein bolschewistischer Panzerzug dem Bahnhof und eröffnete das Feuer. Die Panzerzüge im Bahnhof sprengten die Weichen vor dem Bahnhof und zogen sich um 10 Uhr nach Süden zurück.
Am 9. Oktober übernahm der Panzerzug Sewastopolez die Arbeiten zum Abbau von Weichen und Gleisen am Bahnhof von Novohupalivka. Dort verblieb er bis zum Einbruch der Nacht und fuhr im Schutz der Dunkelheit langsam nach Aleksandrowsk. Dabei sprengte er weiter Gleise und Weichen an Bahnhöfen und erreichte Aleksandrowsk gegen Mitternacht. Am nächsten Tag rückte der Panzerzug nach Kankrynivka (Lage) ab. Am 11. und 12. Oktober deckte der Panzerzug, zusammen mit dem Panzerzug Wolk, die Arbeiten eines Hilfszuges zum Abbau der Gleise am Bahnhof von Popowo.
Am 15. Oktober fuhr der Panzerzug Sewastopolez von Popowo nach Pryschyb. Dabei lieferte er sich mehrere Gefechte gegen vorrückende Infanterie- und Kavallerieeinheiten der Bolschewiki. In der Nacht erreichte er Pryschyb und übernahm die Sicherung. Am nächsten Tag wurde der gegnerische Vormarsch weiter fortgesetzt. Aufsteigender Nebel erschwerten die Beobachtung des Gegners. Im weiteren Verlauf des Vormittags überwachte der Panzerzug die Evakuierung des Bahnhofes und wurde am Abend in die Nähe nach Nowobohdaniwka  geschickt, da gegnerische Truppen sich näherten. Am 17. Oktober stand der Panzerzug noch immer am Eisenbahnknotenpunkt Fedoriwka (Lage)
Am frühen Morgen des 18. Oktober 1920 setzte sich der Panzerzug nach Melitopol in Bewegung. Unterwegs wurde ein vorausfahrender Güterzug von Kavallerie angegriffen. Der Panzerzug eilte zu Hilfe und es gelang ihm, die Kavallerie durch Dauerfeuer zu zerstreuen. Beide Züge setzten die Fahrt fort und erreichten wenig später die nördlichen Außenbezirke der Stadt. Da sich auch hier generischer Kavallerie näherte und in die Stadt eindrang, eröffnete er umgehend das Feuer. Nachdem zuvor alle in Melitopol stehenden Züge den Bahnhof verlassen hatte, was der Panzerzug Sewastopolez der letzte Zug, der die Stadt unter Dauerfeuer verließ. Der vor ihm ausweichende Panzerzug Soldat sah einen Güterzug vor ihm zu spät und kollidierte mit diesem. Umgehend schickte er Signale an den nachfolgenden Panzerzug Sewastopolez, das eine Weiterfahrt nicht mehr möglich sei und dieser stoppen muss. Da mehrere Wagen entgleisten und ein Zug mit Pionieren nicht herangebracht werden konnte, war eine Reparatur und das Freimachen der Gleise nicht mehr durchführbar. Umgehend Befahl der Kommandant des Panzerzuges, die Kanonen unbrauchbar zu machen, die Maschinengewehre zu entfernen und den Panzerzug zu verlassen. Die Besatzung steckte den Panzerzug in Brand und begann, sich zu Fuß zurückzuziehen. Aufgrund der immer wieder durchgeführten Angriffe auf die abgesetzte Besatzung verminderte sich dessen Zahl immer weiter. Ihnen zu Hilfe kam der Panzerzug General Alexejew. Er konnte die Kavallerie vertreiben und nahm die Überlebenden des Panzerzug Sewastopolez mit nach Jakymiwka. Im weiteren Verlauf wurde die Besatzung als Reserve nach Belbek gebracht.

## Zugpersonal
Die Besatzung des Panzerzug Sewastopolez wurde ab dem 16. April 1920 von der Besatzung des aufgelösten Panzerzug Wpered sa Rodinu verstärkt.
- Panzerzugkommandant
  - Oberst W. A. Jurjew[3]
- Artilleriekommandeur
  - Stabskapitän Suchozki († 3. September 1920)[1]

Nachdem gegnerische Truppen mit der Eroberung der Halbinsel Krim begannen, wurde die ehemalige Besatzung des Panzerzug Sewastopolez mit einem Dampfschiff in Sicherheit gebracht.